# Грузино-византийские войны
Грузино-византийские войны (груз. საქართველო-ბიზანტიის ომები) — ряд пограничных конфликтов XI века, которые были сосредоточены в стратегических районах византийско-грузино-армянской пограничной полосы.

## Предыстория
В 976 году в Византии восстал военачальник Варда Склир. Вскоре он занял почти все малоазийские провинции империи. Император Василий II не имел достаточно сил для борьбы с мятежом. Посланный против восставших Варда Фока Младший не сумел подавить восстание. В сложившейся ситуации император был вынужден обратиться к Давиду III. Царь Давид III направил в Византию 12 000 всадников под предводительством Торника и Джоджика. Варда Склир был разгромлен и бежал к арабам.
В благодарность за участие в подавлении восстания Давид III получил армянские области Феодосиополя (он же Карин, сегодняшний день Эрзурум), Басиани, Апахуник (на севере от озера Ван) с городом Манцикертеас. После смерти Давида III эти земли должны были быть возвращены Византийской империи. Такое условие устраивало Давида, поскольку он планировал присоединить пожалованные земли к своему царству, чтобы потом передать их своему наследнику — приёмному сыну Баграту III. В 987 году восстал византийский военачальник Варда Фока, он обещал передать Давиду III пожалованные земли в полную собственность. Поэтому Давид принял сторону восставшего. Однако в борьбе с императорскими войсками Варда Фока потерпел поражение и погиб. Император направил войско против Давида. Не видя выхода из создавшегося положения, Давид завещал все свои владения и царство императору.
В следующем году царь Гурген II, отец Баграта III, пытался вернуть наследство Давида III, но ему помешал дука Антиохии Никифор Уранос. Несмотря на это, Баграт III стал первым царём объединенного грузинского государства в 1008 году. Он умер в 1014 году, и его сын, Георгий I, унаследовал вместе с троном претензии на княжество Тао-Кларджети.

## Ход войны

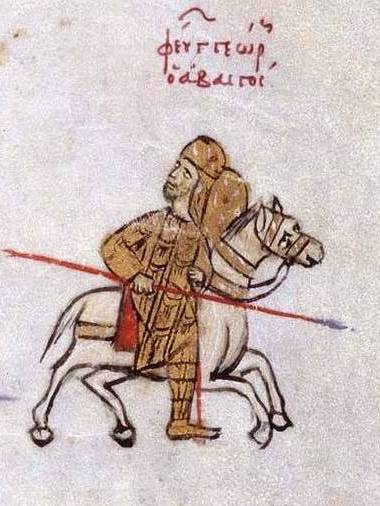
Сражение царя Грузии Георгия I c императором Византии Василием II

В 1014 году войска Георгия I вторглись и оккупировали Тао-Кларджети. Василий II был занят войной с Западно-Болгарским царством, что связало его основные силы на западе. Он послал армию, чтобы отбить приграничные провинции, но эта армия была разбита, в то же время византийский флот занял хазарские порты на северо-западе, в тылу Георгия I. Присоединение Болгарии было завершено в 1018 году, и Василий II немедленно начал подготовку к кампании против Георгия I, он приказал укрепить крепость Феодосиополя. Осенью 1021 года Василий II с большой армией, подкрепленной варяжской гвардией, начал поход против Грузинского и находящегося с ним в союзе Армянского царства, войска союзников не ожидали нападения, и их войска были рассредоточены. Георгий I приказал сжечь город Олтиси, чтобы он не попал в руки врага и отступил к Коле. Две армии сошлись в кровопролитном сражении у Ширимни, войска Василия II взяли вверх, и заставили Георгия I отступать на север, в Грузию. Разграбив близлежащие земли, Василий вернулся в свои владения, на зимние квартиры в Трапезунд. Попытки переговоров не привели к заключению мира.
В то же время Георгий I получил подкрепление из кахетинцев, и вступил в союз с византийскими военачальниками Никифором Фока и Никифором Xiphias, поднявшими неудачное восстание в тылу императора. В январе 1022 года союзник Георгия I, армянский царь Ованес-Смбат, после поражения завещал Армянское царство Византии, подписав Трапезундское соглашение. Весной 1022 года Василий II начал решающее наступление, и в битве при Свиндахи одержал сокрушительную победу. Проигрывая на суше, и ожидая вторжения с моря, Георгий I запросил мира в 1023 году, и передал Василию II Тао-Кларджети, Кола, Ардахан и Джавахети, и отдал в заложники своего малолетнего сына Баграта.

## Гражданская война в Грузии

Византийская империя в 1025 году

После смерти императора Василия II трон наследовал Константин VIII, освободивший Баграта IV. Он взошёл на престол в возрасте 8 лет, после смерти своего отца Георгия I в 1027 году. Однако мощная партия грузинских дворян во главе с дальним родственником Баграта IV Дмитрием, сыном Гургена из Кларджети, отказалась признать Баграта IV своим сюзереном, и призвала на помощь византийскую армию в 1028 году. Византийцы захватили грузинские пограничные районы и осадили Клдекари, ключевую крепость в Триалетии, но не смогли взять её и вернулись обратно в Шавшети. Местный епископ Саба из Тбети организовал успешную оборону области, заставив византийцев изменить свою тактику. Император Константин VIII послал Димитрия, изгнанного грузинского князя, который считался многими законным претендентом на престол, вернуть своё царство силой. Это стало причиной нового восстания против Баграта IV и его регента, вдовствующей царицы Мариам Васпуракан. В конце 1028 года, Константин VIII умер, и новый император Роман III отозвал свою армию из Грузии. Царица Мариам посетила Константинополь в 1029/30, где был подписан мирный договор между двумя странами.
В начале 1040 года феодальная оппозиция начала очередной бунт против Баграта IV. Повстанцев возглавил Липарит IV, эристав из Клдекари, он просил помощи у византийцев и попытался посадить князя Димитрия на трон. Несмотря на все их усилия, они не смогли взять ключевую крепость Атени, однако восставшие в союзе с византийцами одержали крупную победу в битве при Сасирети в 1042 году, вынудив Баграта IV укрыться в горной Западной Грузии. Вскоре Баграт IV направился в Константинополь, и после трёх лет успешных переговоров добился своего признания византийским двором. Он вернулся в Грузию в 1051 году, выслал Липарита IV из Грузии и насильно постриг в монахи.

## Последствия
Несмотря на территориальные потери, грузинским царям удалось сохранить свою независимость и объединить большинство грузинских земель в единое государство. Многие из отошедших к империи территорий были завоёваны турками-сельджуками к 1070—1080 годах, но затем были отбиты грузинским царем Давидом IV. Отношения между двумя христианскими монархиями были мирными до 1204 года, когда во время Четвертого крестового похода пал Константинополь, воспользовавшись этим царица Тамара провела военный поход и завоевала бывшие византийские провинции Лазона и Париадрия, которые с 1205 года образовали Трапезундскую империю, а императором был коронован племянник царицы, воспитывающийся в Тбилиси Алексей I Великий Комнин.